# Ceruchus sinensis
Ceruchus sinensis es una especie de coleóptero de la familia Lucanidae.

## Distribución geográfica
Habita en Sichuan y Yunnan en (China).